# فرنسيس باركر
فرنسيس باركر (بالإنجليزية: Francis Parker)‏ هو سياسي بريطاني (وحمل سابقاً جنسية المملكة المتحدة لبريطانيا العظمى وأيرلندا)، ولد في 1851، وتوفي في 22 أكتوبر 1931. حزبياً، نشط في حزب المحافظين. في الانتخابات العمومية البريطانية 1886 ‏، انتخب عضو برلمان المملكة المتحدة الـ24 عن دائرة هينلي (15 يوليو 1886 – 28 يونيو 1892) وفي الانتخابات العمومية البريطانية 1892 ‏، انتخب عضو برلمان المملكة المتحدة الـ25 عن دائرة هينلي (4 يوليو 1892 – 8 يوليو 1895).